# Il valzer
Il valzer (La valse o Les valseurs) è una scultura dell'artista francese Camille Claudel, realizzata tra il 1883 e il 1901 e riprodotta in quattro esemplari, alcuni in bronzo, che sono esposti al museo Rodin, al museo La Piscine di Roubaix, alla Neue Pinakothek di Monaco e al museo Camille Claudel. L'opera raffigura due figure, un uomo e una donna, congelati in un abbraccio amoroso mentre danzano un valzer. L'opera si ispirava probabilmente alla relazione di Claudel con il suo mentore e datore di lavoro, Auguste Rodin.

## Storia
Claudel studiava con Alfred Boucher a Parigi quando conobbe per la prima volta Rodin nel 1883, all'età di diciannove anni. Si unì ai suoi allievi, dove lo aiutò con le opere in corso, come La porta dell'inferno e I borghesi di Calais. Lavorava anche alle proprie sculture sotto la guida di Rodin. I due ebbero una relazione appassionata, ma presto Claudel divenne sempre più frustrata dalla riluttanza di Rodin di separarsi con la sua amante di lunga data, Rose Beuret, e la loro relazione finì nel 1892.
Claudel e Rodin continuarono a lavorare insieme fino al 1898, ma i loro rapporto si deteriorò in modo irreparabile dopo che lui vide la sua opera L'età matura, velatamente autobiografica, che raffigura una giovane che supplica il suo amante più anziano di lasciare la sua compagna. Claudel iniziò a lavorare al Valzer nel 1889, quando la sua relazione con Rodin era ancora viva, e realizzò questa scultura in più versioni nello studio La folie Payen, una villa parigina fatiscente, situata nel boulevard Auguste-Blanqui.

## Descrizione

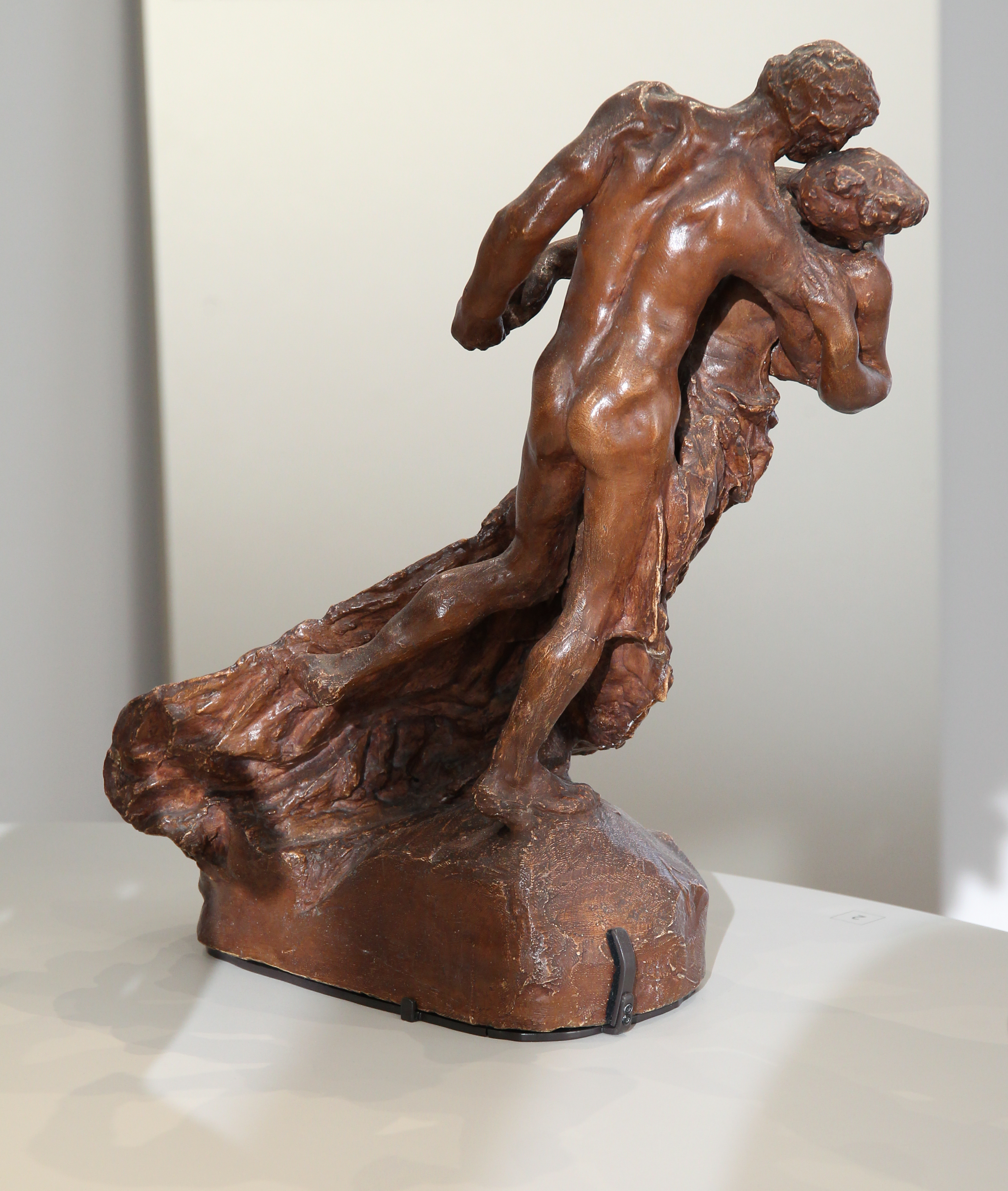
Vista posteriore della versione in gesso del 1893 (patinata nel 1896).

L'opera, come concepita originariamente, raffigura due figure nude, un uomo e una donna, che ballano, congelati nel tempo in un abbraccio amoroso. La testa della donna poggia teneramente sulla spalla destra dell'uomo, con i loro corpi che si uniscono fluidamente in una forma unica mentre l'uomo gira la testa verso il volto della donna come per baciarla.
Claudel continuò a lavorare a questo soggetto per molti anni, cercando infine una commissione pubblica per creare una versione marmorea. Il suo modello in gesso venne visto dal Armand Dayot nel 1892, che ne ammirò la sensualità e la modellazione delle figure ma lo definì inaccettabile per una mostra a causa dell'indecenza dei due danzatori nudi. Allora Claudel rilavorò la scultura, coprendo la parte inferiore della figura femminile con una gonna che ricade morbidamente e che si gonfia grazie al movimento girevole dei danzatori di valzer, e aggiunse un velo che si arriccia attorno alle teste dei due. Dayot adesso si impressionò dal senso di movimento aggiunto dal drappeggio e sostenne la nuova opera, nota come Il valzer con i veli (La valse avec voiles), e descrisse l'opera come:
Claudel espose quindi questo nuovo modello in gesso al Salone della Società Nazionale di Belle Arti di Parigi, ma il ministro Henry Roujon ritenne inaccettabile per venisse data a una donna una commissione pubblica per un'opera che ritraeva un uomo nudo. Nonostante il sostegno di Rodin, il ministero rifiutò la commissione di una versione in marmo. Imitando il riuso di figure da sculture precedenti nelle opere tardive di Rodin, Claudel adattò la figura femminile dal Valzer nella figura della Fortuna di una sua fusione in bronzo del 1904. 

## Versioni

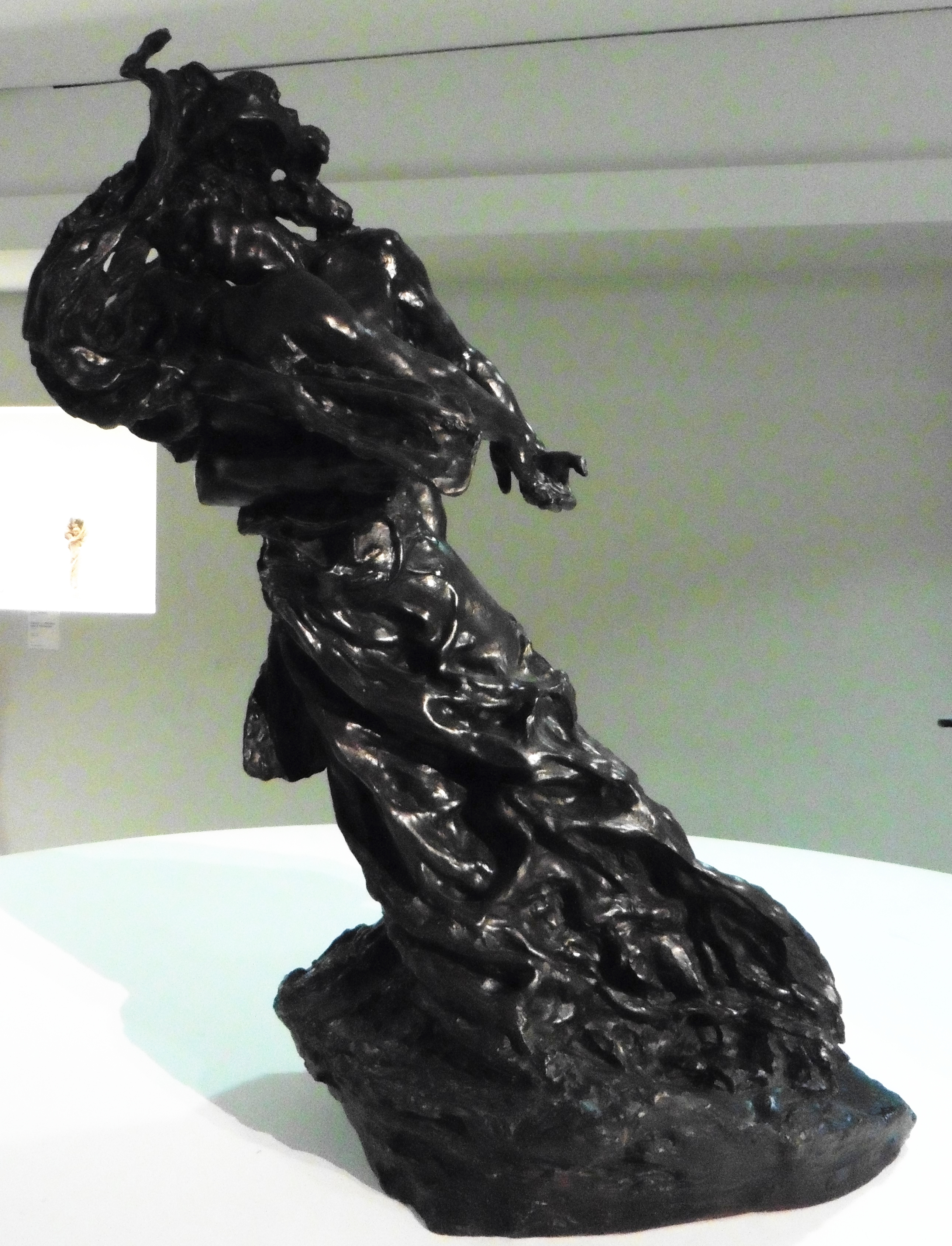
Una fusione della prima versione (con il velo che copre i volti dei due), al museo La Piscine di Roubaix.

Il gesso originale venne acquistato dal fonditore Siot-Decauville, che nel 1893 produsse una fusione in bronzo del Valzer, nota talvolta come Il valzer con i veli. Claudel realizzò varie versioni della sua scultura, con delle pose leggermente diverse e togliendo il velo che copriva i volti dei personaggi, e le presentò a vari suoi amici e acquirenti, come Claude Debussy, Robert Godet e Frits Thaulow.
Nel 1905, una versione modificata nel 1901 venne realizzata in numerosi esemplari bronzei dal fonditore e mercante d'arte Eugène Blot: egli aveva acquistato i diritti per riprodurre la scultura da Siot-Decauville intorno al 1902.
Reine-Marie Paris, la nipotina del fratello dell'artista Paul, che collezionava le opere di Camille, fece fare delle riproduzioni del Valzer dopo aver acquistato una versione originale. Partendo da una versione in bronzo e onice, fece rifare in bronzo una statua più grande (alta 124 centimetri).

## Critica
Nel 1892 il critico d'arte Armand Dayot condannò l'opera in un rapporto alla direzione delle belle arti:
Lo scrittore Jules Renard citò l'opera con queste parole: "(...) e di questo gruppo del Valzer dove la coppia sembra volersi sdraiare e finire la danza con amore".